# 국도 제36호선 (미국)

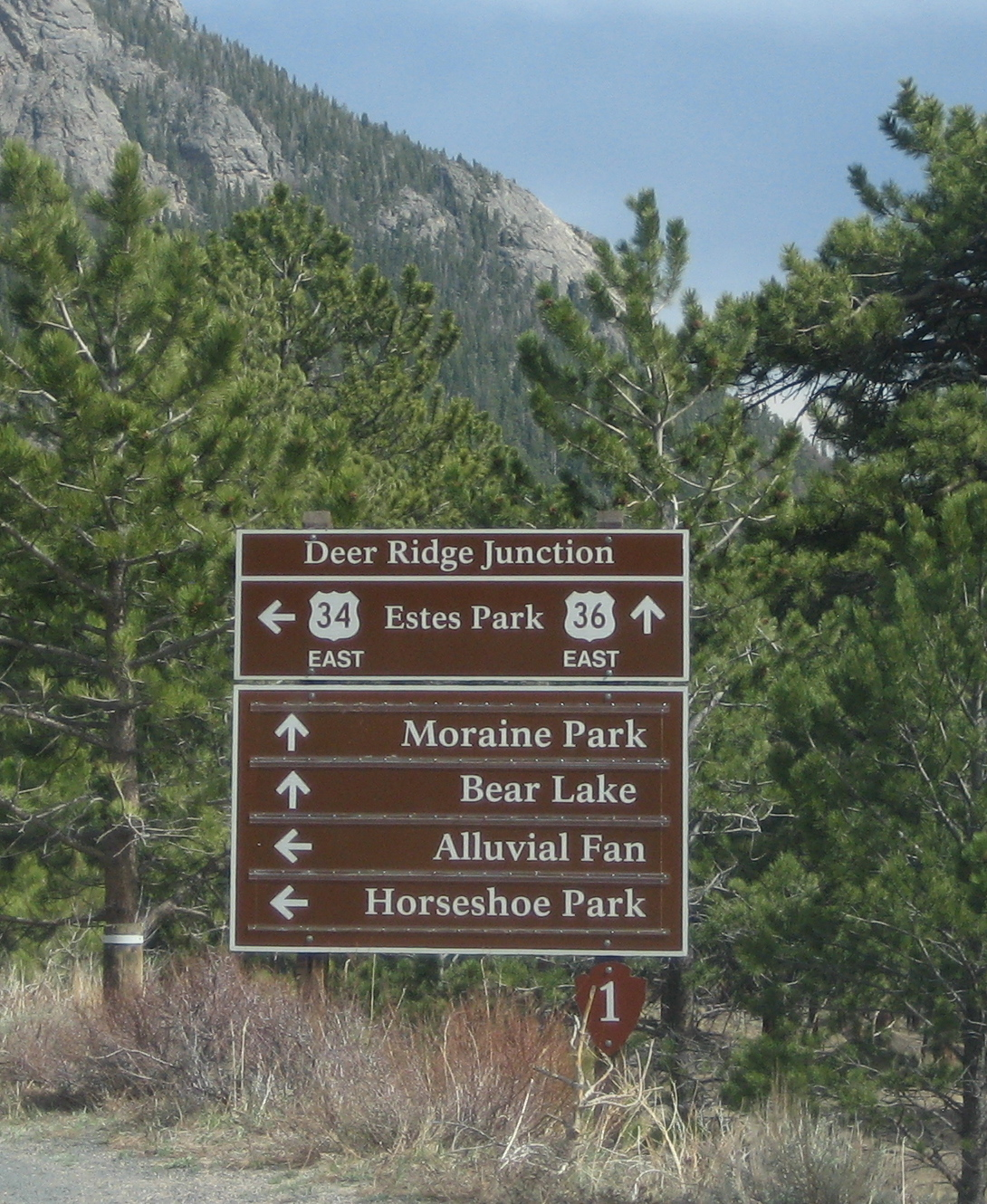
로키마운틴 국립공원에서 미국 34, 36번 국도가 서로 만나는 교차로인 디어 리지 분기점에서 서로 접촉하고 있는 모습.

국도 제36호선(U.S. Route 36)은 콜로라도주 로키마운틴 국립공원에서 오하이오주 유리치스빌까지 이어주는 총 연장 2,276 km의 거리를 가진 미국의 일반 국도이다. 주요 경유지로는 미국의 중앙부 가장자리 내륙부의 6개의 주를 남북으로 관통하는 것으로 보인다. 기점인 로키마운틴 국립공원에서는 국도 제34호선과 만나며, 종점인 유리치스빌에서는 국도 제250호선과 오하이오주도 제800호선이 서로 만나는 것으로 드러난다.

## 주요 경유지
콜로라도주
- US 34 : 디어 리지 분기점, 에스티스파크(영어판)
- US 287 : 웨스트민스터 (콜로라도주)
- I-25/I-270(영어판)/US 87 : 셰어렐우드(영어판) - 트윈레이크(영어판) - 웰비(영어판) 사이의 구간, 덴버에서는 I-270 & US 36이 동시에 교행함.
- I-76 : 웰비
- US 6/US 85 : 커머스시티
- I-70/I-270(영어판) : 덴버, 그러나 바이어스(영어판)에서는 I-70과 US 36이 서로 접촉함.
- I-225(영어판) : 덴버 ~ 오로라 사이의 시내 구간
- US 40/US 287(영어판) : 오로라, 바이어스에서는 해당 도로가 동시에 접속함.
- US 385(영어판) : 이달리아(영어판)의 동부 지역, 해당 구간은 같은 도시의 북동부까지 연결됨.

캔자스주
- US 83 : 오벌린(영어판)
- US 283(영어판) : 노턴(영어판)
- US 183(영어판) : 필립스버그(영어판)이며, 해당 도로는 시내까지도 물론 연선으로 통과됨.
- US 281(영어판) : 스미스센터(영어판)이며, 해당 도로는 레버넌까지 이어줌.
- US 81 : 벨빌(영어판)
- US 77(영어판) : 메리즈빌, 해당 도로는 시내 구간을 연선으로 통과함.
- US 75 : 페어뷰(영어판)
- US 73/US 159(영어판) : 하이어워사(영어판)

미주리주
- I-229 (MO)(영어판)/US 59(영어판) : 세인트조지프
- US 169(영어판) : 세인트조지프
- I-29/US 71 : 세인트조지프
- US 69 : 캐머런(영어판)
- I-35 : 캐머런
- US 65 : 칠리코시(영어판)
- US 63 : 메이컨(영어판)
- US 24 : 먼로시티(영어판)이며, 해당 도로는 밀러타운십(영어판)까지 이어줌
- I-72/US 61 : 해니벌(영어판)이며, 해당 도로는 해리스타운(영어판)까지 이어줌

일리노이주
- I-172(영어판) : 리브타운십(영어판)
- US 54 : 그릭스비타운십(영어판)
- US 67(영어판) : 잭슨빌 (일리노이주)
- I-55 : 스프링필드, 해당 도로는 시내를 같이 종단함.
- US 51(영어판) : 해리스타운
- US 45 : 터스콜라타운십(영어판)
- I-57 : 터스콜라(영어판)
- US 150(영어판) : 엣가타운십-로스타운십 사이의 구간

인디애나주
- US 41(영어판) : 록빌(영어판)
- US 231(영어판) : 먼로타운십(영어판)
- I-74/I-465(영어판) : 인디애나폴리스이며, 해당 도로는 시내 중심가까지 통과함.
- US 40 : 인디애나폴리스이며, 해당 도로도 역시 시내 중심가까지 통과함.
- I-70 : 인디애나폴리스
- US 31(영어판) : 인디애나폴리스이며, 해당 도로도 역시 시내 중심가까지 통과함.
- I-65 : 인디애나폴리스
- I-74/I-421(영어판) : 인디애나폴리스이며, I-421에 한하여 시내 중심가까지 통과함.
- US 52 : 인디애나폴리스이며, 해당 도로도 역시 시내 중심가까지 통과함.
- I-70 : 인디애나폴리스
- US 35 : 유니언타운십(영어판)
- US 27 : 린(영어판)

오하이오주
- US 127(영어판) : 니브타운십(영어판)이며, 그린빌(영어판)까지 이어줌.
- I-75 : 피쿠아(영어판)
- US 68 : 어배너 (오하이오주)
- US 33 : 패리스타운십(영어판), 해당 도로는 메리즈빌까지 연결됨.
- US 23/US 42 : 델라웨어 (오하이오주)
- I-71 : 버크셔타운십(영어판)
- US 62 : 유니언타운십(영어판)
- I-77 : 세일럼타운십(영어판)
- US 250(영어판) : 유리치스빌(영어판, 스페인어판)

## 같이 보기
- 국도 제136호선